# Chelsea (Manhattan)
Pour les articles homonymes, voir Chelsea.
 (septembre 2017).
Si vous disposez d'ouvrages ou d'articles de référence ou si vous connaissez des sites web de qualité traitant du thème abordé ici, merci de compléter l'article en donnant les références utiles à sa vérifiabilité et en les liant à la section « Notes et références ».
Chelsea est un quartier de New York, situé à l'ouest de l'arrondissement de Manhattan approximativement entre la Huitième Avenue à l'est, l'Hudson River à l'ouest, la 34e rue au nord et la 14e rue au sud.

## Histoire

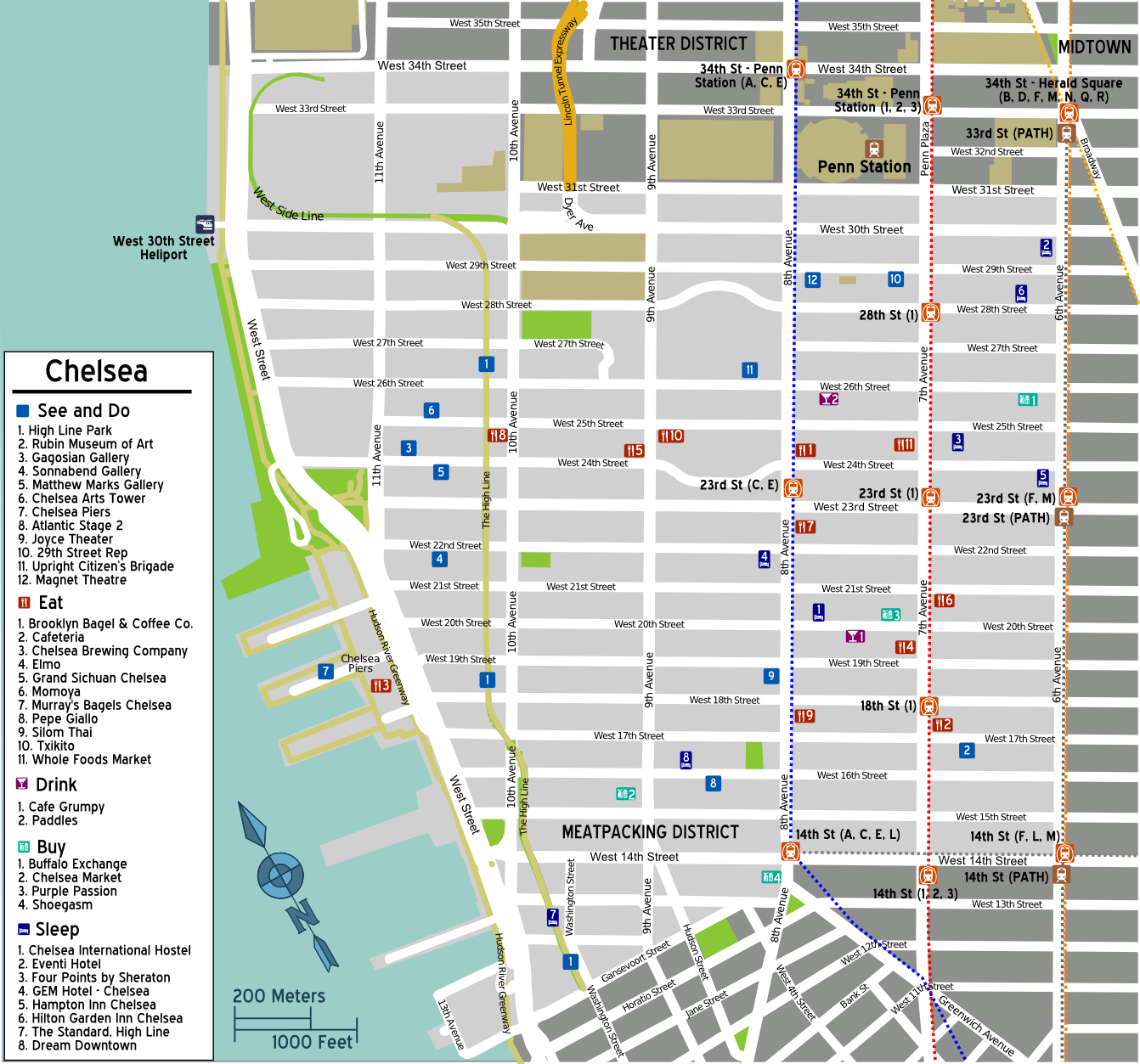
Localisation de Chelsea à Manhattan.

Le nom du quartier provient du « domaine de Chelsea », où se trouvait la maison natale de Clement Clarke Moore, un professeur new-yorkais du XIXe siècle à qui l'on a attribué la paternité du poème « Une visite de Saint Nicolas » (A Visit from St. Nicholas).
Cette demeure entourée de jardins, « Chelsea » (dont le nom est emprunté à celui d'un hôpital de Londres ayant servi pour les anciens combattants), était au XIXe siècle une propriété de l'État fédéral qui occupait tout un bloc compris entre les 9e et 10e Avenues au sud de la 23e rue. Elle fut remplacée par d'autres constructions au milieu du XIXe siècle. 
Le charme de ce quartier encore champêtre fut terni par l'arrivée des trains de marchandises de l'Hudson River Railroad, dont les voies furent installées entre la 10e et 11e Avenues en 1847. Cela eut pour effet de séparer Chelsea du rivage de l'Hudson. Clement Moore offrit les terres de son verger de pommiers au General Theological Seminary, qui y construisit ses bâtiments en pierre brune, de style gothique, au milieu d'un campus ombragé. 
Dans les années 1900, le quartier était à majorité irlandaise. On y trouvait beaucoup de dockers, qui déchargeaient les cargos amarrés le long des quais bordés d'entrepôts, à côté d'un terminal de camions et d'un embranchement de la voie de chemin de fer. Le film « On the Waterfront » (1954), retrace ce monde rude, dont on retrouve également l'ambiance dans le ballet-jazz de Richard Rodgers, « Slaughter on Tenth Avenue » (1936).
Chelsea abrita également les débuts de l'industrie cinématographique avant la première Guerre mondiale. Quelques-uns des premiers films de Mary Pickford ont été tournés aux derniers étages d'un arsenal installé dans la 26e rue.
« London Terrace » a été l'un des plus imposants buildings d'habitations lors de son ouverture en 1930, disposant de piscine, solarium, gymnase, géré par des concierges portant le même uniforme que les bobbies de Londres.
Autrefois Chelsea s'arrêtait à la 8e avenue, mais en 1883, un bloc d'appartements, qui fut transformé pour devenir l'« Hotel Chelsea », s'étendit jusqu'à la 7e Avenue. On considère maintenant que la limite est Broadway. Le quartier est surtout résidentiel (dans sa partie est), offre beaucoup de logements, dans des immeubles ou encore des entrepôts rénovés. On y trouve également des commerces de distribution (vêtements), de nombreux restaurants. Une importante communauté gay y vit.
Le 17 septembre 2016 à 20h30 (UTC-4), une explosion retentit dans le quartier à la 23e rue Ouest faisant 29 blessés. L'église Saint-Vincent-de-Paul, paroisse des Français, où s'est mariée Édith Piaf en 1952, est gravement endommagée,

## Art contemporain à Chelsea
Au milieu des années 1990, la partie ouest (le long de l'Hudson River) du quartier s'est progressivement restructurée. Les historiques garages et entrepôts de Meatpacking District ont été progressivement rachetés, pour faire place à des galeries d'art contemporain qui sont devenues la référence internationale incontestée dans ce domaine. Actuellement[Quand ?], il existe environ 200 galeries à Chelsea qui valident réellement les courants mondiaux les plus importants, comme ce fut le cas de Paris au début du XXe siècle.
Les principales galeries situées à Chelsea sont :
- Galerie Gagosian
- Galerie Barbara Gladstone
- Galerie Yvon Lambert
- Galerie Lelong
- Galerie Sonnabend

Avec d'importants lieux culturels comme :
- Le Joyce theater
- The Kitchen
- Le centre choréographique du Cedar Lake Contemporary Ballet

En 2007 s'est achevée la construction du premier bâtiment de Frank Gehry à New York, l'IAC building le long de la 11e Avenue.

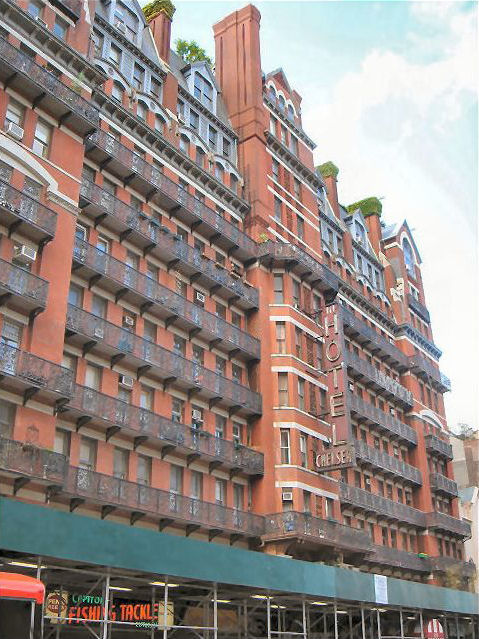
L'Hôtel Chelsea.
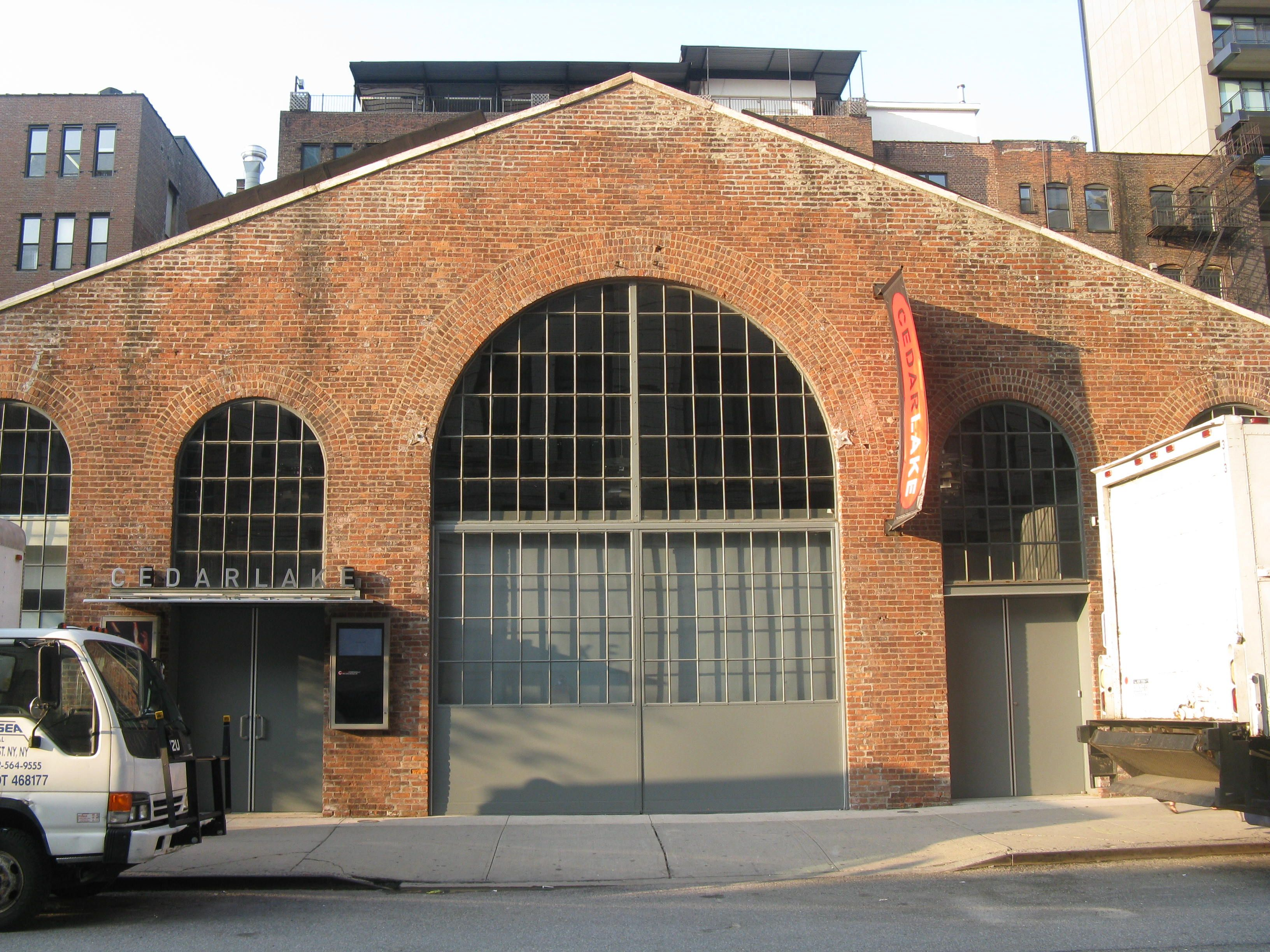
Le bâtiment du Cedar Lake Contemporary Ballet sur la 26e rue.
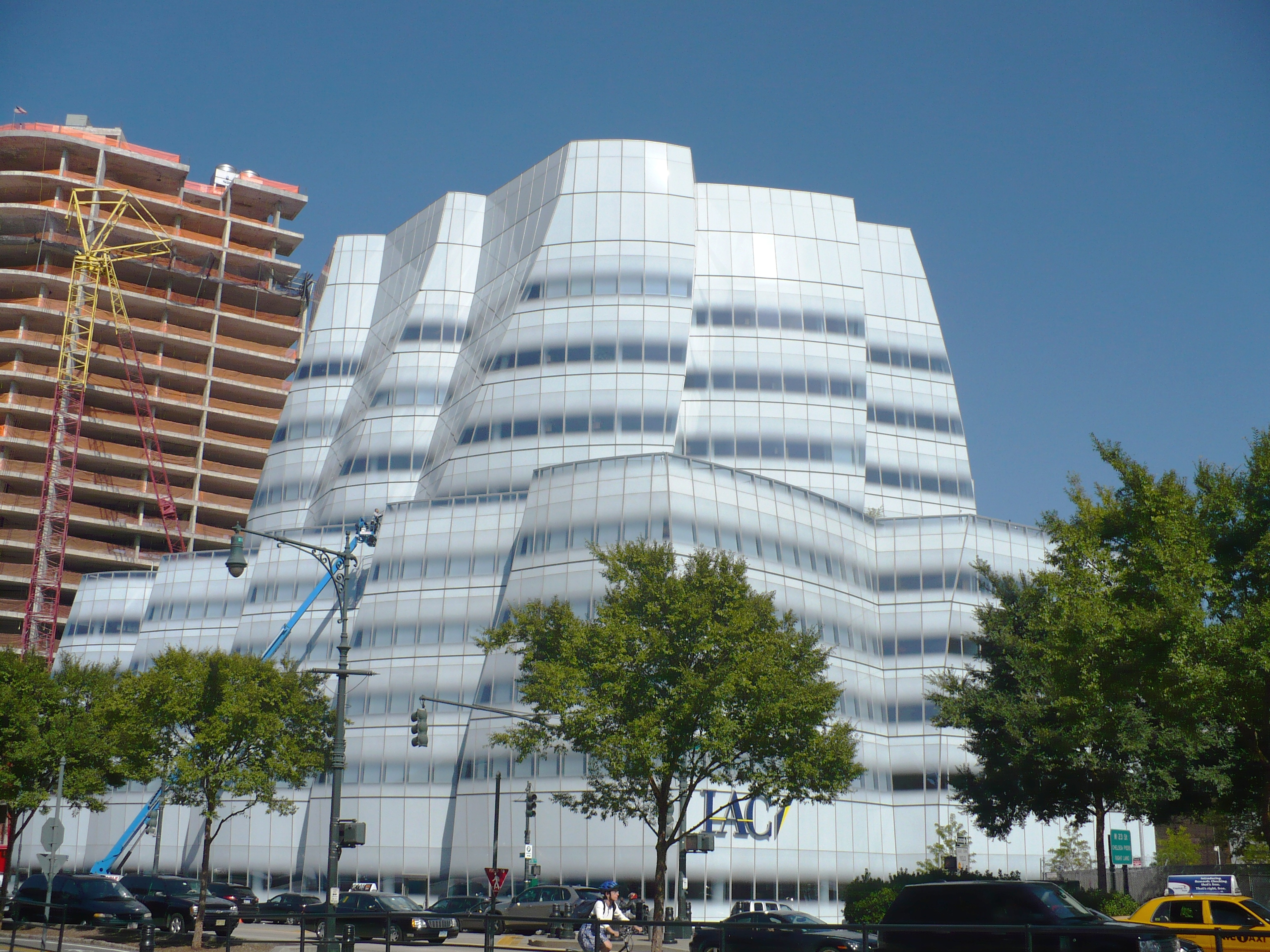
L'IAC building (2007), de Frank Gehry.

## Dans la culture populaire
L'hotel Chelsea a été au cœur de quelques épisodes artistiques et faits divers. Leonard Cohen a écrit en 1967 une chanson qui porte son nom, Andy Warhol y a tourné son film Chelsea Girls » et Jon Bon Jovi l'a utilisé pour le clip de sa chanson Midnight in Chelsea (1997). En 1978, alors qu'il résidait à l’hôtel Chelsea, Sid Vicious (membre du groupe punk les Sex Pistols), fut accusé du meurtre de sa petite amie Nancy Spungen, ce qui provoqua un important battage médiatique.